# 秦川镇
秦川镇，是中华人民共和国甘肃省兰州市皋兰县下辖的一个乡镇级行政单位。秦川镇原属永登县，2023年6月5日，将秦川镇划入皋兰县，继续由兰州新区托管。

## 行政区划
秦川镇下辖以下地区：
小横路社区、五道岘村、炮台村、尹家庄村、西小川村、保家窑村、上华家井村、胜利村、六墩村、源太村、石门沟村、小横路村、振兴村、新园村、建新村、西昌村、东川村、红星村、龙西村、薛家铺村、新昌村和榆川村。